# И всё-таки я люблю…
«И всё-таки я люблю…» — российский мелодраматический телесериал режиссёра Сергея Гинзбурга 2008 года, снятый по одноимённому роману 2004 года Елены Харьковой.
Премьерный показ телесериала состоялся с 25 февраля по 4 апреля 2008 года на «Первом канале».

## Сюжет
История телесериала происходит в Москве в период с 1 мая 1975 года по конец 1990-х годов. Главная героиня, Вера Иванова, как и её подруги, приехали в Москву из глубинки. Они живут в общежитии и работают на Шарикоподшипниковом заводе.
Неожиданно Вера встречает мужчину своей мечты — Вадима, генеральского сына. Родители Вадима, Николай Ефремович и Анна Брониславовна против того, чтобы их сын женился на Вере, «лимите», сироте из детдома; они давно пророчат Вадиму карьеру дипломата и мечтают, чтобы их невесткой стала Катя, дочь их знакомых. Несмотря на возражения родителей, Вадим женится на Вере, но вскоре после свадьбы уезжает на стажировку в Париж, оставляя девушку в Москве. В это время отец Кати (бывшей девушки Вадима, которую он разлюбил) грезит о прекрасном будущем для своей дочери, и делает всё для того, чтобы воссоединить Вадима и Катю снова. У него появляется коварный план, в который впутывает работающего на него шофёра Сергея. Молодой человек соглашается оказать услугу Виктору Сергеевичу, и по его просьбе подставляет Веру, соврав о том, что они провели вместе ночь. Свекровь уверена в измене невестки, но свёкор подавляет конфликт, запретив кому-либо рассказывать об этом Вадиму (Сергей ему признался в отсутствии связи с Верой).
После отъезда Вадима от сердечного приступа погибает Николай Ефремович: случилось это в ходе скандала, связанного с письмом товарища генерала — полковника Виктора Правды. Незадолго до этого его сын был обвинён в участии в антиполитическом кружке, направленном на подрыв советской власти. Стремясь спасти сына, жена полковника пишет Лягушову письмо с просьбой о помощи. Вера приносит письмо в кабинет к генералу, но позже видит, что его читает Анна Брониславовна, и та впоследствии прячет его от мужа. Через некоторое время Лягушов узнаёт о самоубийстве Правды и о письме от его жены — та, не скрывая презрения, винит генерала в трусости во время телефонного разговора. Дома Лягушов устраивает скандал, в ходе которого выясняется правда — Анна Брониславовна прятала письмо от мужа, боясь последствий для самого генерала. Сердце Николая Ефремовича не выдерживает, и он умирает.
Анна Брониславовна обвиняет во всех бедах свою невестку Веру, которая вскоре узнаёт, что беременна, но отчаявшаяся свекровь, чтобы разрушить брак своего сына, выгоняет беременную Веру из дома. Когда Вадим возвращается домой, Анна Брониславовна говорит ему, что Вера нагуляла ребёнка от шофёра Сергея. Поначалу Вадим не верит словам матери и пытается найти пропавшую жену, но вместо этого натыкается на Сергея, который когда-то работал шофёром у их семьи, и расспрашивает его, что произошло, пока он был в отъезде. Сергей, выполняя просьбу Виктора Сергеевича, говорит Вадиму, что переспал с его женой, на что Вадим, агрессивно отреагировав, решает раз и навсегда покончить со своим браком, и окончательно «рвёт» все отношения с Верой, обвиняя её в измене.
Вера оказывается в тяжёлой ситуации — она одна в чужом враждебном городе. По совету подруги Инны, Вера устраивается работать дворником. Вера, не теряя надежды, ждёт своего любимого. Она уверена, что он обязательно за ней придёт и заберёт её обратно. Однажды на улице Вера встречает Вадима и в слезах умоляет его выслушать её, но он не верит её словам и оставляет совсем одну и беременную на улице. У брошенной в ту же новогоднюю ночь 1977 года девушки рождается дочь Рита. Изначально Вера находится в отчаянии и хочет отказаться от ребёнка, понимая, что не сможет её поставить на ноги в одиночку, но, узнав, что новорожденные дети редко сразу же попадают в семью в отличие от дома малютки (а впоследствии и в детский дом), решает оставить девочку у себя. Из роддома Веру забирают Инна с Володей и отвозят её в семейное общежитие, где ей выделили комнату, по сути являющееся бараком, населённым алкоголиками и прочими низами общества.
Вскоре Вадим и Вера разводятся. В это время Катя выходит замуж за Вадима, от которого ждёт ребёнка. Позже Анна Брониславовна узнаёт, что на самом деле Вера не изменяла Вадиму, что это был план отца Кати. Свекровь чувствует вину, но уже ничего не может предпринять — Виктор Сергеевич запрещает ей что-либо делать, дабы не разрушать семью.
Вера прямым образом «пропадает» без Вадима. Единственный человек, который её поддерживает — Райка, соседка Веры, помогающая ей присматривать за маленькой Ритой и безуспешно пытающаяся наладить её личную жизнь (в ходе свидания с одним из ухажёров Райки, решившей поделиться им с Верой, барак охватывает пожар и чуть не сгорает).
Проходит 6 лет. Вера работает дворником и сильно меняется как внешне, так и в характере — она стала алкоголичкой. Её подросшая дочь Рита терпит от матери побои, ей приходится собирать и сдавать бутылки, и единственная её отдушина — русские народные сказки. Вскоре в жизни девушки появляется Пётр, который обеспечивает подарками её и Риту. Казалось бы, что жизнь налаживается, и Вера счастлива, как и её дочь. Но выясняется, что Пётр — вор, который под предлогом заставил Веру заниматься спекуляцией, после чего девушка оказывается в тюрьме. Свою маленькую дочь Риту она может спасти от детдома, лишь отдав на воспитание Анне Брониславовне.
Таня, сотрудница детской комнаты милиции приводит Риту к Анне Брониславовне, объясняет ситуацию и передаёт изумлённой хозяйке квартиры  письмо, написанное Верой, в которой та обвиняет её в разрушении жизни и просит взять Риту на воспитание. Анна Брониславовна, увидев сходство девочки с сыном, понимает, что та была не права в отношении бывшей невестки. Она оставляет Риту у себя, но девочка, напуганная рассказами матери о «Бабке-Бронтозаврихе», боится и ненавидит её. Но вскоре, увидев доброе отношение к себе, Рита искренне полюбила бабушку.
Изначально поиск друзей у Риты не складывается: соседские девочки избивают её, отомстив за драку с одной из них в день появления Риты в доме у Анны Брониславовны. Дерущихся разнимает 11-летний мальчик по имени Женька и приглашает Риту к себе домой, чтобы обработать ссадины и зашить порвавшееся платье. Там Рита узнаёт об увлечении Женьки кораблями и морем, и между детьми возникает дружба.
Однажды к Анне Брониславовне приезжает Вадим с Катей и дочкой Кристиной. Между Ритой и Вадимом возникает неприязнь — девочка с обидой припоминает ему, что он бросил их с матерью на произвол судьбы. Вадим хоть и не признаёт в ней дочь, но ничего не имеет против неё в доме Анны Брониславовны. Катя понимает, что Рита может стать причиной раздора в семье и просит отца о помощи. Тот с помощью знакомых пытается «сплавить» Риту в семейный детский дом, но Анна Брониславовна не отдаёт внучку.
Проходит ещё несколько лет. Распадается СССР. Вера освобождается из тюрьмы тяжело больным человеком — как позже окажется, у неё признают туберкулёз. Она возвращается в барак, устраивается на работу, и пытается разыскать свою дочь Риту. Рита подрастает и по-прежнему дружит с Женькой, который заканчивает школу и собирается поступать в мореходку. Девушка осознаёт, что любит Женьку, и делится своими мыслями с бабушкой, которая спустя несколько лет стала для неё единственным близким человеком. Однажды Вера встречает Риту возле дома, но та не рада матери и даёт понять, что не хочет с ней общаться. Анна Брониславовна, узнав о возвращении Веры, решает прописать Риту у себя в квартире.
Вскоре Вера находит себе сожителя — алкоголика и тунеядца Эдика, который придумывает план как достать деньги. Для этого он наведывается к Анне Брониславовне и говорит, что Вера тяжело больна и за ней нужен уход. Бабушка, поняв, что может потерять внучку, предлагает Эдику крупную сумму денег, чтобы Вера документально отказалась от прав на дочь. В то время как Рита уходит на проводы Женьки в мореходку, Анна Брониславовна продаёт фамильные драгоценности скупщикам, чтобы добыть деньги для Веры, и приезжает к Вере в барак. Та не скрывает ненависти к бывшей свекрови и, вспоминая, как она поступила и с Вадимом, и с ней во время беременности, заливается слезами, после чего прогоняет её, отказавшись принять деньги. После этого Анну Брониславовну сбивает машина, и она погибает.

## В ролях
- Татьяна Арнтгольц — Вера Ивановна Иванова (в замужестве — Лягушова)
- Вера Алентова — Анна Брониславовна Лягушова, мать Вадима
- Антон Хабаров — Вадим Николаевич Лягушов
- Светлана Иванова — Маргарита Вадимовна Лягушова (Лягушонок), дочь Веры и Вадима
- Михаил Жигалов — Николай Ефремович Лягушов, генерал, отец Вадима
- Алина Булынко — Маргарита в детстве
- Анастасия Макеева — Екатерина Коршунова, вторая жена Вадима
- Лев Прыгунов — Виктор Сергеевич Коршунов, дипломат, отец Кати и друг семьи Лягушовых
- Раиса Рязанова — Глафира, помощница по хозяйству в доме Лягушовых
- Шамиль Хаматов — Евгений, друг детства и жених Маргариты
- Кирилл Жандаров — авантюрист Максим, любовник Маргариты
- Георгий Дронов — Владимир, друг и сокурсник Вадима, муж Инны
- Людмила Алёхина — мама Кати
- Анна Ардова — Раиса, подруга и соседка Веры
- Мария Берсенева — Мэри, проститутка в борделе
- Константин Дзямко — Евгений в детстве
- Сергей Угрюмов — Пётр (Петя-петушок / Серёга-артист / Бумбараш), сожитель Веры
- Ольга Добрина — Нина, заводская подруга Веры
- Яна Есипович — Зинаида, заводская подруга Веры
- Сергей Жарков — милиционер
- Анна Котова — Кристина, дочь Кати и Вадима, единокровная (родная) сестра Риты
- Полина Лунегова — Кристина в детстве
- Ирина Низина — Инна, заводская приятельница Веры и жена Володи
- Алексей Панин — Эдуард, сожитель Веры
- Анатолий Руденко — Сергей, водитель семьи Лягушовых
- Иван Бирюков — Иван (Генка-щербатный), друг Пети
- Степан Старчиков — Виктор Правда, друг генерала Лягушова
- Сергей Рубеко — Семён, начальник ЖЭКа
- Александр Фисенко — Джем, правая рука Лешего
- Игорь Ясулович — Исаак Яковлевич, скупщик антиквариата
- Ольга Сирина — Татьяна, сотрудница детской комнаты милиции
- Марат Туктаров
- Ольга Хохлова — уборщица
- Сергей Гинзбург — Иннокентий Михайлович (Леший), столичный криминальный авторитет
- Тамара Цыганова — уборщица
- Софья Ардова — Алёна, сестра Володи
- Николай Аверюшкин — отец Володи
- Елена Ордынская — мать Володи
- Артур Офенгейм — Леонид Коган, коллекционер
- Марина Полицеймако — Бася Моисеевна, мать Леонида Когана
- Вера Майорова — главврач
- Александр Вдовин — доктор
- Юрий Петров — посол
- Сергей Шеховцов — посетитель в кафе (Добрый молодец)
- Алексей Артамонов — чекист
- Валерий Жаков — генерал
- Ёла Санько — судья
- Сергей Серов — водитель «Москвича»
- Наталья Чернявская — мать Жени
- Геннадий Митник — отец Жени
- Владимир Чуприков — милиционер
- Валентина Ананьина — Валентина, вахтёрша
- Наталья Позднякова — тётя Нюра
- Эллина Вокалюк — нянечка
- Павел Кассинский — Николай
- Любовь Руденко — Нина Алексеевна, мама Миши
- Геннадий Сайфулин — Горлов
- Мария Бушмелёва — Светлана, школьная подруга Риты
- Игорь Фурманюк — следователь
- Михаил Багдасаров — Кузьмич
- Илья Иосифов — матрос, сослуживец Жени
- Михаил Тарабукин — матрос, сослуживец Жени
- Анна Гуляренко — Галина Правда, жена Правды
- Сергей Дорогов — первый мужчина в ресторане
- Юрий Болохов — второй мужчина в ресторане
- Олег Кассин — мужик в бараке
- Ирина Аугшкап (Серова)
- Екатерина Хлыстова — Дюймовочка, проститутка в борделе
- Ольга Никонова — Цыпа, проститутка в борделе
- Мария Кожевникова — Барби, проститутка в борделе
- Анатолий Отраднов — бык

## Награды
- 2008 — Премия «ТЭФИ» в номинации «Исполнительница женской роли в телевизионном фильме /сериале» (Вера Алентова).[2]